# غلين سوتون
غلين سوتون (بالإنجليزية: Glenn Sutton)‏ هو منتج أسطوانات وكاتب أغاني أمريكي، ولد في 28 سبتمبر 1937 في هودج في الولايات المتحدة، وتوفي في 17 أبريل 2007 في ناشفيل في الولايات المتحدة بسبب نوبة قلبية.

## وصلات خارجية
- غلين سوتون على موقع IMDb (الإنجليزية)
- غلين سوتون على موقع ميوزك برينز (الإنجليزية)
- غلين سوتون على موقع أول ميوزيك (الإنجليزية)
- غلين سوتون على موقع ديسكوغز (الإنجليزية)